# عقول مرتابة (أغنية إلفيس بريسلي)
عقول مرتابة (بالإنجليزية: Suspicious Minds)‏ هي أغنية ظهرت عام 1968 كتبها وسجلها لأول مرة كاتب الأغاني الأمريكي مارك جيمس، وبعد فشل هذا التسجيل تجاريًا، أخذها إلفيس بريسلي والمنتج شيبس مومان، لتصبح أغنية القمة في عام 1969، وواحدة من أكثر الأغاني التي لا تنسى في مسيرة بريسلي المهنية. الأغنية واحدة من الأغاني الفردية التي أحيت نجاح بريسلي في قوائم أفضل الأغاني في الولايات المتحدة، وكان بريسلي قد إنقطع عن الأداء الحي لمدة سبع سنوات تركزت مسيرته خلالها على صناعة الأفلام، وكان غير راضٍ عن بعده عن الإتجاهات الموسيقية في ذلك الوقت وغير راضٍ عن الإنتاج السينمائي منخفض الجودة الذي شارك فيه. أصبحت أغنية «عقول مرتابة» هي الأغنية رقم 18 لبريسلي التي تصعد إلى المركز الأول، وأيضا آخر أغنياته التي وصلت إلى هذا المركز.
صنفتها مجلة «رولينج ستون» في المرتبة رقم 91 في قائمة أعظم 500 أغنية في كل العصور.

## كلمات الأغنية
لقد سقطنا في الفخ We're caught in a trap
لا أستطيع الخروج I can't walk out
لأنني أحبك كثيرا حبيبتي Because I love you too much baby
لماذا لا ترِ Why can't you see
ماذا تفعلي بي What you're doing to me
عندما لا تصدقِ كلمة أقولها؟ When you don't believe a word I say

لا يمكننا الإستمرار معا We can't go on together
بعقول مرتابة With suspicious minds
ولا يمكننا بناء أحلامنا And we can't build our dreams
بعقول مرتابة On suspicious minds
لذا، إذا وصديقة قديمة أعرفها So, if an old friend I know
تقف وتقول مرحبا Stops by to say hello
هل ما زلت أرى الشكوك في عينيكِ؟ Would I still see suspicion in your eyes
نحن نعيد الكرة مرة أخرى Here we go again
تسألي أين كنت Asking where I've been
لا يمكنك رؤية هذه الدموع الحقيقية You can't see these tears are real
أنا أبكي I'm crying
(نعم، أنا أبكي) (Yes, I'm crying)
لا يمكننا الإستمرار معا We can't go on together
بعقول مرتابة With suspicious minds
ولا يمكننا بناء أحلامنا And we can't build our dreams
بعقول مرتابة On suspicious minds
دعِ حبنا ينجو Oh let our love survive
سأجفف الدموع من عينيك I'll dry the tears from your eyes
دعينا لا نترك الشيء الجيد يموت Let's don't let a good thing die
عزيزتي، أنتِ تعلمِ أنني لم أكذب عليك أبدًا When honey, you know I've never lied to you
نعم، أجل Mmm yeah, yeah
لقد سقطنا في الفخ We're caught in a trap
لا أستطيع الخروج I can't walk out
لأنني أحبك كثيرا حبيبتي Because I love you too much baby
لماذا لا ترِ Why can't you see
ماذا تفعل بي What you're doing to me
عندما لا تصدقِ كلمة أقولها؟ When you don't believe a word I say
أوه، ألا تعرفِ Oh, don't you know
لقد وقعت في فخ I'm caught in a trap
لا أستطيع الخروج I can't walk out
لأنني أحبك كثيرا حبيبي Because I love you too much baby

## الأغنية على القوائم حول العالم
احتلت المركز الأول في: أستراليا – بلجيكا – كندا – جنوب أفريقيا – الولايات المتحدة.
احتلت المركز الثاني في: أيرلندا – المملكة المتحدة.
كما ظهرت على قوائم: النمسا – ألمانيا – هولندا – النرويج – السويد – سويسرا.
حازت الأغنية على الجائزة البلاتينية في الولايات المتحدة والمملكة المتحدة.
حازت الأغنية على جائزة الأسطوانة الذهبية في المكسيك وإيطاليا.

## وصلات خارجية
https://www.songfacts.com/facts/elvis-presley/suspicious-minds عقول مرتابة (أغنية إلفيس بريسلي)
https://www.youtube.com/watch?v=Y_RCvsiavuM عقول مرتابة (أغنية إلفيس بريسلي)